# Royal Rumble (2011)
Royal Rumble 2011 fue la vigesimocuarta edición de Royal Rumble, un evento pago por visión de lucha libre profesional, producido por la World Wrestling Entertainment. Tuvo lugar el 30 de enero de 2011, desde el TD Garden en Boston, Mass. Los temas oficiales del evento fueron "Living in a Dream" de Finger Eleven y "Machine Gun Blues" de Social Distortion.

## Argumento
En SmackDown el 4 de enero (emitido el 7 de enero), Dolph Ziggler perdió el Campeonato Intercontinental de la WWE, ante Kofi Kingston. Inmediatamente después del combate, Ziggler usó su revancha ante Kingston, pero volvió a perder. Ante esto, la novia de Ziggler, Vickie Guerrero (kayfabe), le introdujo en una lucha ante The Big Show, Cody Rhodes y Drew McIntyre por una oportunidad por el Campeonato Mundial Peso Pesado de la WWE de Edge, ganando Ziggler. Dos días antes de Royal Rumble, ambos se enfrentaron en un combate, el cual perdió Ziggler al aplicarle Edge una "Spear", por lo que Guerrero decretó que ese movimiento estaba prohibido en la lucha y, si lo usaba, perdería el campeonato.
El 22 de noviembre, The Miz usó su contrato del RAW Money in the Bank para obtener una lucha por el Campeonato de la WWE contra Randy Orton, ganándolo fácilmente debido a que una de sus piernas estaba lastimada por un ataque de The Nexus y por la lucha también por el campeonato contra Wade Barrett. Orton usó su cláusula de revancha en TLC: Tables, Ladders and Chairs en un Tables Match, sin embargo, volvió a ser derrotado por The Miz gracias a la ayuda de Alex Riley, quien tiró a Orton contra una mesa. Ante esto, el 3 de enero de 2011 se celebró un Steel Cage Match entre Orton, Wade Barrett y Sheamus para nombrar un nuevo retador al título para Royal Rumble. Orton ganó el combate, obteniendo la lucha titular.
Durante sus reinados como Campeona Femenina y Campeona de Divas, LayCool se autodeclararon co-campeonas, aunque no son reconocidas por la WWE. Sin embargo, defendieron el campeonato en multitud de ocasiones ambas luchadoras. Durante el reinado como Campeona de Divas, empezaron un feudo con Natalya, defendiendo el título en Hell in a Cell y Bragging Rights, donde perdió gracias a la ayuda de la otra luchadora. Finalmente, en Survivor Series se enfrentó a ambas, ganando el campeonato.
Royal Rumble contiene la Royal Rumble Match, la lucha que da nombre al evento. En ella, 2 luchadores comienzan luchando en el ring y a intervalos de tiempo de 90 segundos cada uno se irán añadiendo otros 38 luchadores más. Los luchadores que pasen por encima de la tercera cuerda y toquen el suelo con ambos pies serán eliminados hasta que solo quede uno en el ring, quien será el ganador y obtendrá una lucha por un Campeonato Mundial (Campeonato de la WWE o Campeonato Mundial Peso Pesado de la WWE) en el evento principal de WrestleMania XXVII. Comúnmente el Royal Rumble Match contiene 30 hombres, pero en el 2011 se anunció por WWE.com que el Royal Rumble Match de este año sería con 40 participantes, siendo este el Royal con más participantes en la historia de la WWE. El 3 de enero, en RAW, Alberto Del Rio se clasificó para la Royal Rumble. El 14 de enero, en SmackDown, se clasificaron "Dashing" Cody Rhodes, R-Truth y Rey Mysterio. Tres días después, en RAW, se clasificaron John Cena, CM Punk, David Otunga, Primo, William Regal, Zack Ryder, Yoshi Tatsu, Michael McGillicutty, Husky Harris, John Morrison, Daniel Bryan, Darren Young, King Sheamus, Mark Henry, David Hart Smith, Tyson Kidd y Ted DiBiase. El 21 de enero, se clasificaron Wade Barrett, Justin Gabriel, Heath Slater y Ezekiel Jackson. El 25 de enero se añadieron a Mason Ryan, Jack Swagger y Drew McIntyre. Finalmente, el 28 de enero se añadió a Chris Masters, JTG, Kane, The Big Show, Kofi Kingston, Santino Marella y Vladimir Kozlov. Además, Cody Rhodes fue eliminado de la lista de participantes ese mismo día porque no estaba en condiciones para luchar porque Rey Mysterio le rompió la nariz en el SmackDown del 21 de enero. Además, ni Smith, Young ni Primo participaron en la Royal Rumble.

## Resultados
- Dark Match: R-Truth derrotó a Curt Hawkins.
  - R-Truth cubrió a Hawkins.
- Edge derrotó a Dolph Ziggler (con Vickie Guerrero) reteniendo el Campeonato Mundial Peso Pesado. (20:48)
  - Edge cubrió a Ziggler después de un "Killswitch".
  - Edge tenía prohibido el uso del "Spear", Si lo utilizaba sería despojado del Campeonato.
  - Durante el combate, Kelly Kelly interfirió atacando a Guerrero.
  - Durante el combate, Edge usó el "Spear" cuando el árbitro y Guerrero no lo estaban viendo.
- The Miz (con Alex Riley) derrotó a Randy Orton reteniendo el Campeonato de la WWE. (19:52)
  - The Miz cubrió a Orton después un "Go To Sleep" de CM Punk.
  - The New Nexus y Riley interfirieron durante el combate.
- Eve Torres derrotó a Natalya (c), Michelle McCool y a Layla ganando el Campeonato de las Divas de la WWE. (5:13)
  - Torres cubrió a Layla después de un "Diving Moonsault".
  - Al mismo tiempo que Torres cubría a Layla, McCool cubrió a Natalya, pero el árbitro no la vio.
  - Originalmente el combate contaba con Natalya enfrentando a LayCool, pero el General Mánager de RAW cambió la lucha a una Fatal-4-Way Match.
- Alberto Del Rio ganó el Royal Rumble 2011. (1:09:51)
  - Del Río eliminó finalmente a Santino Marella, ganando la lucha.
  - Antes de la lucha, The Corre atacó a CM Punk, pero este fue ayudado por The New Nexus.
  - Este fue el único Royal Rumble de 40 participantes.
  - Este fue el regreso de Diesel y Booker T.
  - Inicialmente Del Rio había ganado la lucha eliminando a Randy Orton al final, pero un árbitro al ver que Santino Marella saliera del ring desde la cuerda de abajo, la eliminación de Marella no fue válida.

## Royal Rumble: entradas y eliminaciones.

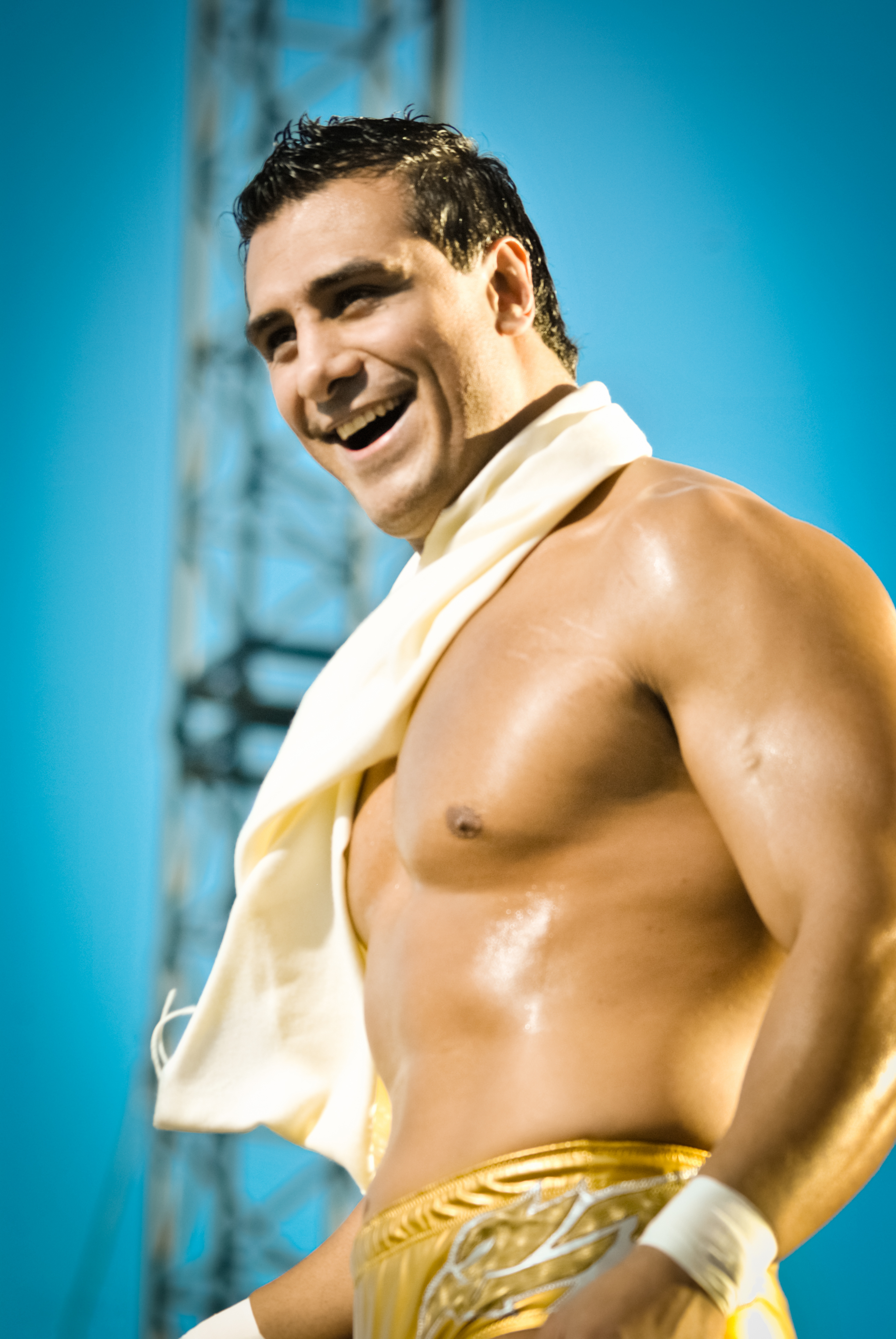
Alberto Del Rio, ganador del Royal Rumble 2011.

Rojo ██ indica las superestrellas de RAW, azul ██ indica las superestrellas de Smackdown!, y el blanco      indica las superestrellas en modo Alumni.
| Entradas | Entradas             | Eliminado por | Eliminado por                       | Tiempo |
| -------- | -------------------- | ------------- | ----------------------------------- | ------ |
| 1        | CM Punk              | 21            | Cena                                | 35:21  |
| 2        | Daniel Bryan         | 8             | Punk                                | 20:55  |
| 3        | Justin Gabriel       | 1             | Bryan                               | 00:58  |
| 4        | Zack Ryder           | 2             | Bryan                               | 00:43  |
| 5        | William Regal        | 3             | DiBiase                             | 04:10  |
| 6        | Ted DiBiase          | 7             | Harris & McGillicutty               | 12:16  |
| 7        | John Morrison        | 10            | Harris, McGillicutty, Otunga & Punk | 13:24  |
| 8        | Yoshi Tatsu          | 5             | Henry                               | 05:35  |
| 9        | Husky Harris         | 15            | Khali                               | 15:48  |
| 10       | Chavo Guerrero       | 4             | Henry                               | 02:01  |
| 11       | Mark Henry           | 11            | Harris, McGillicutty, Otunga & Punk | 07:04  |
| 12       | JTG                  | 6             | McGillicutty                        | 01:48  |
| 13       | Michael McGullicutty | 20            | Cena                                | 15:07  |
| 14       | Chris Masters        | 9             | Punk                                | 01:58  |
| 15       | David Otunga         | 19            | Cena                                | 11:56  |
| 16       | Tyler Reks           | 12            | Punk                                | 00:34  |
| 17       | Vladimir Kozlov      | 13            | Punk                                | 00:40  |
| 18       | R-Truth              | 14            | Punk                                | 01:02  |
| 19       | The Great Khali      | 16            | Ryan                                | 01:17  |
| 20       | Mason Ryan           | 18            | Cena                                | 04:32  |
| 21       | Booker T             | 17            | Ryan                                | 01:08  |
| 22       | John Cena            | 36            | The Miz                             | 34:17  |
| 23       | Hornswoggle          | 24            | Sheamus                             | 09:39  |
| 24       | Tyson Kidd           | 22            | Cena                                | 00:53  |
| 25       | Heath Slater         | 23            | Cena                                | 00:57  |
| 26       | Kofi Kingston        | 31            | Orton                               | 26:04  |
| 27       | Jack Swagger         | 25            | Mysterio                            | 04:41  |
| 28       | King Sheamus         | 32            | Orton                               | 21:49  |
| 29       | Rey Mysterio         | 35            | Barrett                             | 23:56  |
| 30       | Wade Barrett         | 37            | Orton                               | 22:23  |
| 31       | Dolph Ziggler        | 27            | The Big Show                        | 07:12  |
| 32       | Diesel               | 26            | Barrett                             | 02:45  |
| 33       | Drew McIntyre        | 29            | The Big Show                        | 04:46  |
| 34       | Alex Riley           | 28            | Cena & Kingston                     | 02:50  |
| 35       | The Big Show         | 30            | Jackson                             | 01:30  |
| 36       | Ezekiel Jackson      | 33            | Kane                                | 07:14  |
| 37       | Santino Marella      | 39            | Del Rio                             | 12:54  |
| 38       | Alberto Del Rio      | -             | Ganador                             | 09:33  |
| 39       | Randy Orton          | 38            | Del Rio                             | 08:18  |
| 40       | Kane                 | 34            | Mysterio                            | 01:36  |